# تلمبه علی اسدی
تلمبه علی اسدی یک منطقهٔ مسکونی در ایران است که در دهستان کشکوئیه واقع شده‌است.